# Soldato (grado militare)
Il soldato (anche soldato semplice) rappresenta il grado militare più basso della gerarchia militare.

## Caratteristiche
All'atto dell'incorporamento in una forza armata il soldato viene definito recluta. Subito dopo è destinatario di un periodo di addestramento e riceve le attrezzature (quali un'uniforme e un'arma) per l'esercizio di attività bellica o comunque di tipo militare.
All'interno della forza armata di riferimento (fanteria, aviazione, marina) i soldati sono solitamente inquadrati in un sistema di unità e sottounità gerarchicamente dipendenti. In alcune forze armate esiste il grado di soldato scelto talvolta indicato anche come di soldato di 1ª, 2ª e 3ª classe.

## Classificazione
I soldati vengono classificati in base all'arma, al corpo o alla specialità di appartenenza:
- il Fante è un soldato della fanteria, generalmente specializzato nel combattimento al suolo, con le varie specialità;
- il Cavaliere era tradizionalmente il soldato che combatteva a cavallo, oggi con autoblindo e carri armati, con le varie specialità;[1]
- l'Artigliere è un soldato dell'artiglieria, specializzato all'uso di mortai, bombarde, cannoni, obici, lanciarazzi, missili;
- il Geniere è un soldato del genio militare, con le varie specialità;
- il Paracadutista è un soldato della specialità di fanteria addestrata all'utilizzo di un paracadute;
- ed altri.

## Inquadramento e mansioni
I soldati pur avendo tutti ricevuto l'addestramento di base al combattimento, non necessariamente operano in combattimento in quanto molti lavorano nelle retrovie in posti quali l'amministrazione, la logistica, o posti di ricerca e sviluppo. Tuttavia, tutti i soldati che non hanno compiti quali quelli di cappellano militare o medico, che non sono feriti o arresi, sono combattenti ed obiettivi legittimi per l'azione nemica.

## Nel mondo
In India, Pakistan e Bangladesh, territori appartenuti in passato all'Impero anglo-indiano, il termine usato per definire un soldato semplice è sepoy (pronunciaˈsipɔɪ dal persiano سپاهی Sipâhi, soldato) designava in senso generale qualunque militare indigeno dell'India sotto il governo britannico ed era il termine impiegato nel British Indian Army (l'esercito coloniale britannico in India), e prima ancora nella Compagnia Inglese delle Indie Orientali, per un soldato semplice di fanteria (un militare di cavalleria era un Sowar); tale termine è rimasto in uso nel'esercito indiano, in quello pakistano e in quello del Bangladesh.
In Spagna e nei paesi dell'America Latina di lingua spagnola il grado più basso dell'esercito è soldado raso (soldato semplice), spesso denominato semplicemente soldado (soldato); nelle marine di questi paesi il grado più basso è marinero (marinaio) equivalenti al comune di seconda classe della Marina Militare Italiana, eccetto che per i fanti di marina.
Nei paesi arabi il grado più basso della gerarchia militare è Jundī (in arabo جندى‎?) comune a tutte le forze armate.

### Francia
In Francia il grado più basso dell'esercito è soldato di 2ª classe, spesso definito recluta. Dopo sette mesi dall'arruolamento il soldato di 2ª classe viene promosso soldato di 1ª classe. 
Gli omologhi sono: Matelot nella Marine nationale, Aviateur nell'Armée de l'Air e Gendarme nella Gendarmerie.

### Italia
Il soldato è il grado più basso dell'Esercito Italiano, e non indossa distintivo di riconoscimento. Esiste una sola tipologia di soldato inquadrata nello status giuridico di soldato VFP1 (volontario ferma prefissata ad un anno). Il grado di soldato è un equivalente NATO di OR-1. In passato nel Regio Esercito erano presenti i gradi di soldato di 2ª classe e soldato di 1ª classe, sostituiti all'inizio del XX secolo rispettivamente con i gradi di soldato semplice (soldato) e caporale.
Il grado equivalente per la Marina Militare è quello di comune di seconda classe, per l'Aeronautica Militare quello di aviere.

Controspallina di soldato dell'Esercito Italiano
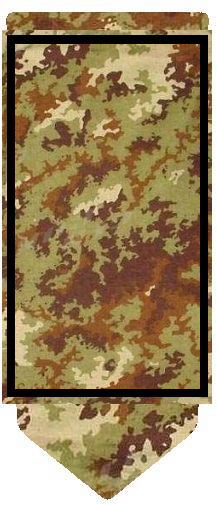
Grado vegetato per uniforme da combattimento di soldato dell'Esercito Italiano

#### Regno delle Due Sicilie
Nel Regno delle Due Sicilie il soldato di truppa era il grado più basso del Real Esercito. Le procedure di avanzamento di grado si fondavano principalmente su esami di idoneità periodici, ed in alcuni casi su criteri di anzianità. L'esame di idoneità per avanzare di grado seguiva una procedura simile per quasi tutti i livelli gerarchici fino a quello di ufficiale: un soldato di truppa poteva accedere al grado di caporale tramite l'ammissione ad un esame indetto dal colonnello comandante del Reggimento. I candidati dovevano quindi consegnare la domanda ai comandi di compagnia, che la corredavano delle loro osservazioni. Successivamente veniva pubblicata la lista degli ammessi agli esami (generalmente tre candidati per ogni posto disponibile) e si nominava la commissione giudicatrice. L'esame quindi aveva luogo tramite prove scritte e tecnico-pratiche secondo un programma autorizzato dalla Direzione Generale. Il verbale delle prove d'esame, con osservazioni e punteggi, era quindi consegnato al colonnello comandante che rendeva noti i risultati pubblicando la graduatoria. Le promozioni avevano luogo tramite questa graduatoria. La stessa procedura era usata per le promozioni dal grado di caporale a quello di caporal foriere, secondo sergente e primo sergente. Per la promozione ad aiutante di campo (il grado maggiore per un sottufficiale) e per la promozione ad alfiere (il grado minore dell'ufficialità) la commissione esaminatrice era ampliata con ufficiali superiori a cui spesso si univano dei generali.

### Paesi Bassi
Nel "Koninklijke Landmacht" il grado di soldato è articolato su tre livelli: Soldaat (Soldaat per l'arma di fanteria, Huzaar per la cavalleria e Kanonier per l'artiglieria) Soldaat der 1e klasse, Soldaat/Huzaar/Kanonier der 2e klasse e Soldaat/Huzaar/Kanonier der 3e klasse. Nella Regia Aeronautica il grado è Soldaat der 2e klasse, Soldaat der 2e klasse, Soldaat der 3e klasse. Nella Regia Marina olandese il grado omologo è  Matroos der 3e klasse, Matroos der 2e klasse e Matroos der 1e klasse, mentre nella fanteria di marina e Marinier der 3e klasse, Marinier der 2e klasse e Marinier der 1e klasse.

### Paesi arabi
Nei paesi arabi il grado corrispondente è Jundī (in arabo جندي‎?) comune a tutte le forze armate.

### Regno unito
Nel British Army il grado più basso è Private, in uso anche nella maggior parte dei paesi del Commonwealth, abbreviato in Pte a differenza che nell'esercito americano.

### Russia e Unione Sovietica
Nella Federazione russa nell'esercito, nelle truppe aviotrasportate e nell'aeronautica militare il grado militare più basso è Rjadovoj (russo: Рядово́й) , corrispondente al soldato o all'aviere dell'Esercito e dell'Aeronautica Militare Italiana.
Il grado è equivalente ai marinai (russo: матрос) della Marina russa. Nelle forze armate dell'Unione Sovietica (e successivamente in quelle della Federazione Russa) l'Efréjtor è il penultimo grado del personale arruolato.
Il grado riapparve nel nuovo esercito sovietico nel 1946, sostituendo il grado di "krasnoarmeeec" (russo: красноармеец, letteralmente: uomo dell'Armata Rossa o soldato dell'Armata Rossa) utilizzato nell'Armata Rossa dal 1919 al 1946, quando la designazione del grado Rjadovoj fu reintrodotta nelle forze armate dell'Unione Sovietica.

### Stati Uniti d'America
Nell'esercito degli Stati Uniti il grado più basso è Private, abbreviato in Pvt; il grado è in uso anche negli "US Marines".

## Il grado nel mondo
Di seguito è riportata una lista dell'equivalente del grado per le principali forze armate mondiali:
 AlbaniaUshtar
 Arabia SauditaJundī, جندي
 ArgentinaVoluntario
 AustraliaPrivate
 AustriaSoldat
 BelgioSoldat
 BrasileSoldado
 Bulgariaвойник
 CanadaPrivate
 CileSoldado
 CinaLie bing, 列兵
 ColombiaSoldado profesional
 Corea del NordChŏnsa, 전사
 Corea del SudGun-in, 군인
 CroaziaVojnik
 Cuba?
 DanimarcaKonstabel
 EgittoJundī, جندي
 EstoniaSõdur
 FinlandiaSotamies
 FranciaSoldat
 GermaniaSoldat
 GiapponeTōhei, 等兵
 GreciaΣτρατιώτης
 IndiaSepoy
 IranSarbaz Yekom
 IraqJundī
 IrlandaPrivate
 IsraeleTurái, טוראי
 LettoniaMiles
 LituaniaKarys
 MessicoSoldado
 NorvegiaMenig
 Nuova Zelanda?
 Paesi Bassi?
 Pakistan?
 Perù?
 PoloniaSzeregowy
 Portogallo?
 Regno UnitoPrivate
 RomaniaSoldat
 RussiaRjadovoj, рядовой
 SpagnaSoldado
 Siria?
 Slovenia?
 SveziaMenig
 Stati UnitiPrivate
 SudafricaRegular
 Taiwan?
 Turchia?
 Uruguay?
 Venezuela?